# بی‌شونن

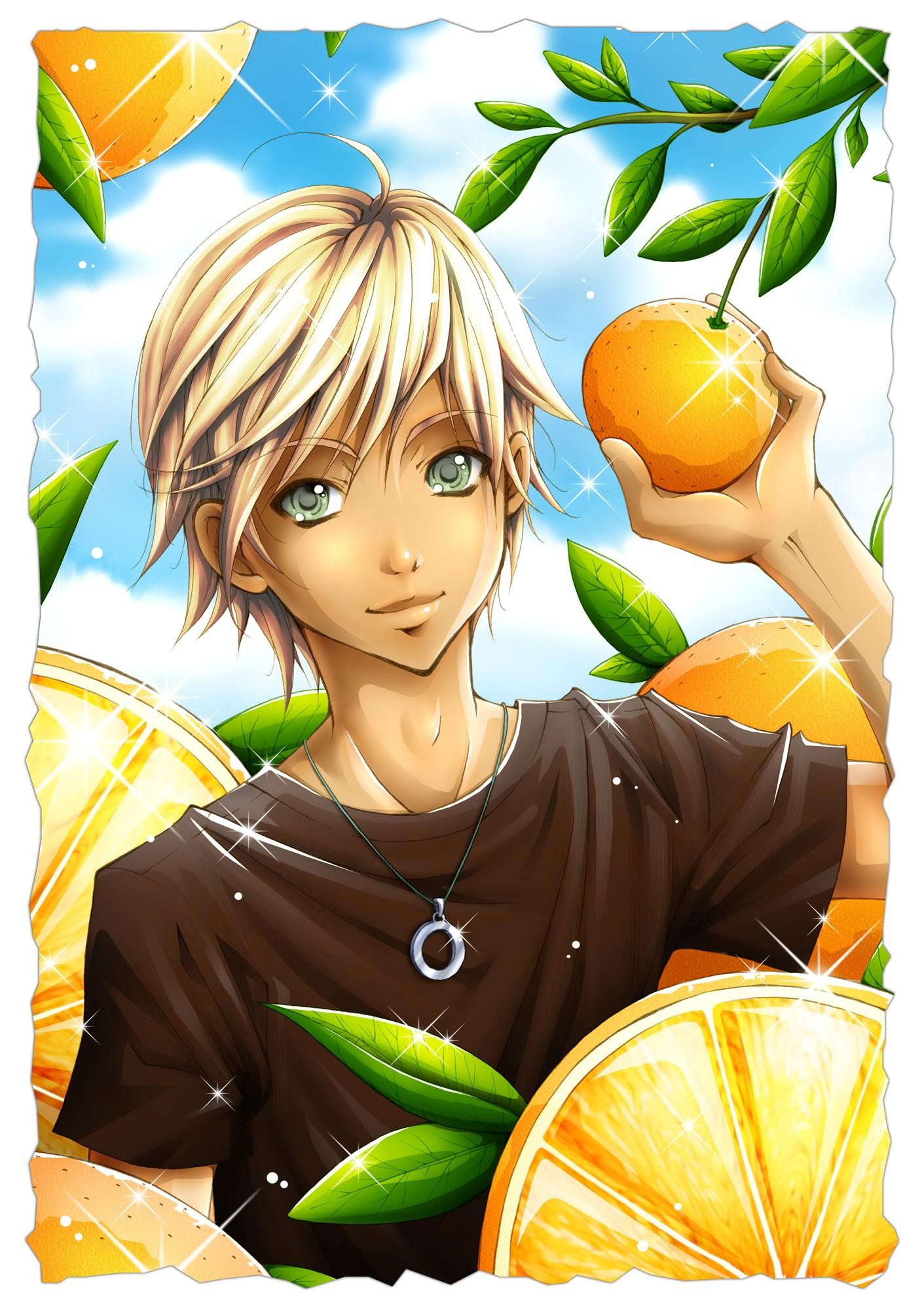
آثار هنری نشان دهنده سبک بیشونن

بی‌شونن (به ژاپنی: 美少年) از واژگان ژاپنی به معنای پسر زیبای جوان است و برای توصیف زیبایی‌شناسی به کاربرده می‌شود که بیشتر در مناطق مختلف آسیای شرقی یافت می‌شود و در کشورهای غربی رواج ندارد. لغت بی‌شونن برگرفته از «بی»، کوتاه شده کلمهٔ بی‌جین (به ژاپنی: 美人) و شونن است. این واژه اشاره به سبک هنری خاصی دارد که اغلب در انیمه و مانگا شوجو از آن استفاده می‌شود و بدین سبب مخاطب این سبک بیشتر دختران نوجوان هستند که پسران و مردان در آن زیباتر و ظریف‌تر (ویژگی‌های فیزیکی زنانه) از واژهٔ خوشتیپ به تصویر کشیده می‌شوند. پسرهای بی‌شونن به غیر از ظاهری زیبا، دارای خصوصیاتی از قبیل قد بلند، اندامی ظریف و عاری از هر گونه چربی، همراه با مقداری کم یا هیچ عضله و فاقد موی صورت و بدن هستند. بی‌شونن به روابط عاشقانه میان مردان اشاره نمی‌کند و برای این سبک از اصطلاحات دیگری همچون یائویی یا شونن-آی به کار برده می‌شود.
در زبان محاوره، بی‌شونن باید تنها برای خطاب به پسران زیر ۲۰ سال به کار رود، از این جهت که برای مردان زیبا، واژهٔ «بی‌سینن» یا «بی‌دانشی» موجود است که در آن شخصیت اصلی به شکل مردی با فیزیک بدنی مردانه و قوی نشان داده می‌شود، اما اکثر افراد به طور گسترده ترجیح می‌دهند از واژهٔ بی‌شونن برای مردان و پسرهای تمام سنین استفاده کنند. نمونه‌هایی از این سبک می‌توان به میزبان باشگاه دبیرستان اوران، فروتس بسکت و ومپایر نایت اشاره کرد.